# Dolmen du Lac
Le dolmen du Lac dit la Pierre Sanglante ou la Guillotine, est situé à Saint-Pierre-Colamine dans le département du Puy-de-Dôme.

## Protection
L'édifice a fait l’objet d’un classement au titre des monuments historiques en 1927.

## Architecture
C'est un petit dolmen simple constitué de 4 orthostates recouverts d'une unique table de couverture.  Extérieurement, il mesure 3,60 m de longueur pour 2,30 m de largeur et 1,35 m de hauteur.
| Dalle                                                           | Longueur | Largeur | Épaisseur |
| --------------------------------------------------------------- | -------- | ------- | --------- |
| Table                                                           | 3,60 m   | 2,20 m  | 0,55 m    |
| Orthostate no 1                                                 | 1 m      | 0,90 m  | 0,40 m    |
| Orthostate no 2                                                 | 1,20 m   | 0,60 m  | 0,25 m    |
| Orthostate no 3                                                 | 0,50 m   | 0,60 m  | 0,30 m    |
| Orthostate no 4                                                 | 1,20 m   | 1 m     | 0,30 m    |
| Données : Inventaire des mégalithes de la France, 8-Puy-de-Dôme |          |         |           |

La table  ne repose plus que sur un seul pilier au sud et sur le tumulus au nord. De fait, la chambre dispose d'une hauteur réduite à 0,50 m pour une longueur de 2,40 m et une largeur de 1,30 m. Dans la configuration actuelle, la chambre ouvre au sud mais il est peu probable que cela corresponde à l'orientation d'origine du dolmen. Le pilier no 4 correspond peut-être à la dalle de chevet. La surface interne de la table et des orthostates est lisse. D'autres dalles appuyées contre le mur de la ferme attenante pourraient correspondre à d'anciens supports.
Le cairn dolménique mesure 6 à 8 m de rayon. Il est en partie entamé par le mur de la ferme attenante.
L'édifice n'a apparemment jamais été fouillé.

## Historique
Selon le docteur Chabory, le site servit de lieu d'exécution lors de la Révolution Française, d'où son appellation de « Pierre sanglante » ou de « Guillotine ».